# Vincenzo Durazzo
Vincenzo Durazzo (ur. 1635 w genui, zm. 29 lutego 1724 tamże) – polityk genueński.
Przez okres od 14 września 1709 do 14 września 1711 roku Vincenzo Durazzo pełnił urząd doży Genui. 